# Observatoire astronomique de Mykolaïv
L'observatoire astronomique de Mykolaïv (en ukrainien : Науково-дослідницький інститут «Миколаївська астрономічна обсерваторія»), ou simplement observatoire de Mykolaïv, est un observatoire astronomique situé à Mykolaïv, en Ukraine.
Le site fait l'objet d'une soumission à la liste indicative du patrimoine mondial et monument national ukrainien.